# T-16
De T-16 was de eerste tank die in de Sovjet-Unie zelf ontworpen werd, een project uit 1926.

## Ontwikkeling
In mei 1926 werd er een begin gemaakt met het eerste plan om de productie van tanks in de Sovjet-Unie een basis te geven in een samenhangende notie over hoe tanks eigenlijk gebruikt moeten worden. Een van de tanktypes die men nodig achtte was dat van een lichte infanterie-ondersteuningstank, die in staat moest zijn om een versterkte positie te doorbreken met een dichtheid van één verdedigende infanteriedivisie per vijf strekkende kilometers. Omdat men niet al te veel eigen ervaring met tanks had opgedaan, werden een aantal buitenlandse ontwerpen in beschouwing genomen. In september 1926 kwam een speciale commissie met de conclusies. De Franse FT-17, die men zelf al in klein aantal gekopieerd had als de "Russische Renault", achtte men in beginsel wel geschikt, maar moest wel gemoderniseerd worden, vooral wat betreft de mobiliteit. Het gewicht moest omlaag en de snelheid omhoog. In ieder geval moest ook de productiekwaliteit omhoog in verhouding met de Sovjetrenaults, want die waren, zo vond men, erbarmelijk slecht geconstrueerd.
Het toeval wilde dat er al een land was dat de FT-17 in die zin verbeterd had: Italië, dat de Carro Fiat Tipo 3000, ofwel FIAT 3000, in productie had genomen. Ingenieur S. Sjoekalow had het voertuig al bestudeerd in de zomer van 1926 en was met een de bouw van een erop gebaseerd prototype begonnen, dat vijf ton moest wegen. De ophanging werd gebouwd door I Magdesiev. In maart 1927 werd het afgeleverd en kreeg de naam T-16. Vergeleken met de FT-17 had de ophanging één loopwiel per zijde meer. Bij de beproevingen na maart bleek de tank nog vele problemen te hebben, vooral met de klimhoek. Om de stabiliteit te vergroten hadden de Italianen namelijk de motor verlaagd aangebracht en de Russen hadden dat geïmiteerd. Men dacht dat dit voordelig was omdat dan het kantelpunt bij het beklimmen van hindernissen naar voren schuift: een hogere motor oefent immers een sterkere hefboomwerking naar achter uit. In de praktijk echter maakt de chauffeur zo veel mogelijk vaart en is een hogere motor juist gunstig omdat diezelfde hefboomwerking een bewegende tank over het kantelpunt duwt. Nu bleef de tank na een hoek van dertig graden bereikt te hebben gewoon hangen; de meer soepele ophanging dan bij de FT-17, nodig voor de gewenste hogere snelheid, bleek in dit opzicht een extra belemmering, mede doordat de loopwielen te klein waren.
Er werd voor de tank een verbeterde motor gebouwd (Mikoelin) en een efficiëntere transmissie (V. Zaslavskij). Het nieuwe ontwerp werd hernoemd tot de T-18. Van de T-16 is dus maar één prototype gebouwd; sommige bronnen verwarren echter de eerste voorserie van de T-18 met dit type.